# Надка Вълчанова
Надка Вълчанова е българска народна певица, дългогодишен солист в Държавния ансамбъл за народни песни и танци „Пирин“.

## Биография
Родена е  в 1948 година в светиврачкото село Велюшец. Живее в Сандански и е солистка към АНПТ „Никола Вапцаров“ при читалище „Отец Паисий“. Често пее по различни поводи в популярни заведения в града. Има множество записи в Българското национално радио и радио „Благоевград“.